# Filippovia knipovitchi
Filippovia knipovitchi (Filippova, 1972) è una specie di calamaro della famiglia degli Onicoteutidi originaria delle acque antartiche.

## Descrizione
La specie, che raggiunge una lunghezza massima del mantello di 45 cm, è caratterizzata da un mantello moderatamente largo e tozzo che non termina con una coda affusolata. Le clave tentacolari sono lunghe ed esili e dotate ciascuna di 20-30 stretti uncini disposti in due serie mediali. Come molti altri calamari, anch'essa incorpora ioni ammonio nel tessuto muscolare; pertanto, seppur presente in gran numero, è del tutto priva di interesse commerciale.

## Distribuzione e habitat
La specie ha una distribuzione circumantartica e si incontra a sud della convergenza antartica. La sua presenza è stata accertata nel mare di Scotia, nel bacino argentino, nel canale di Drake e nelle acque attorno alla Georgia del Sud e alle isole Kerguelen, Crozet e del Principe Edoardo.

## Biologia
F. knipovitchi è una specie oceanica mesopelagica e batiale. Ciascuna femmina è in grado di produrre fino a 100 000 oociti. Durante l'inverno australe esemplari di tutte le età si spingono nei pressi della superficie, dove subiscono un'intensa predazione da parte di pinguini reali, albatri urlatori e sopraccigli neri e altri uccelli pelagici. Gli esemplari di maggiori dimensioni (intorno ai 55 cm) vivono invece in acque profonde, dove vengono catturati da otarie orsine, elefanti di mare del sud (F. knipovitchi costituisce fino al 31% della biomassa predata da questa specie), foche di Ross e leoni marini sudamericani. Anche i cetacei, specialmente iperodonti australi, mesoplodonti di Layard, altri piccoli odontoceti e capodogli, predano un gran numero di questi cefalopodi.